# هروان (ديزجرود الغربي)
هروان (بالفارسية: هروان) هي قرية تقع في إيران في أذربيجان الشرقية. يقدر عدد سكانها بـ 322 نسمة بحسب إحصاء 2016.